# 春山國家公園

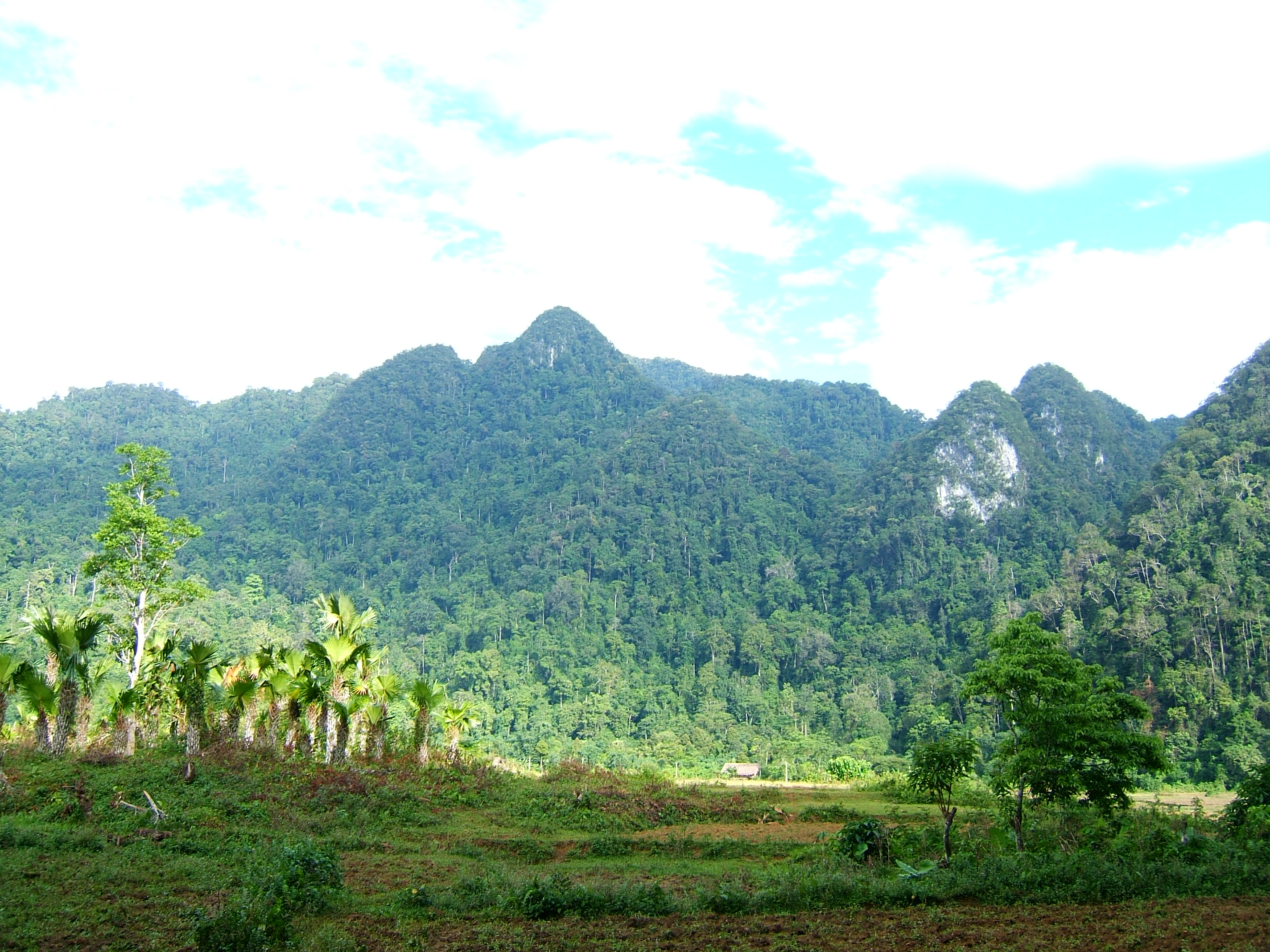

21°9′N 104°56′E / 21.150°N 104.933°E
春山國家公園是越南的國家公園，位於該國北部富壽省，處於新山縣，距離首都河內120公里，成立於1986年8月9日，面積150平方公里。